# Cacatuopyga carmichaeli
Cacatuopyga carmichaeli is een vliegensoort uit de familie Mydidae. De wetenschappelijke naam van de soort is, geplaatst in het geslacht Mydas, voor het eerst geldig gepubliceerd in 1913 door Brunetti.
De soort komt voor in Bhutan en India.